# HD 92788
HD 92788 ist ein 107,06 Lichtjahre von der Erde entfernter Gelber Zwerg mit einer Rektaszension von 10h 42m 48s und einer Deklination von -02° 11' 01". Er besitzt eine scheinbare Helligkeit von 7,31 mag. Im Jahre 2000 entdeckte Debra Fischer einen extrasolaren Planeten, der diesen Stern umkreist. 
Dieser trägt den Namen HD 92788 b.